# Groby (Wzgórza Lanckorońskie)
Groby (540 m) – wzgórze na północ od wsi Palcza oraz na zachód od wsi Harbutowice. Znajduje się w grupie tzw. Wzgórz Lanckorońskich, które według regionalizacji fizycznogeograficznej Polski Jerzego Kondrackiego zaliczane są do Pogórza Wielickiego.
Groby znajdują się po północnej stronie Przełęczy Sanguszki. W 1771 r. na wzgórzu tym 
miała miejsce bitwa pod Grobami, w czasie której 1200 konfederatów zostało pokonanych przez około 4000 żołnierzy rosyjskich. Zginęło około 300 konfederatów. Pochowani zostali na wzgórzu, które później okoliczna ludność nazwała Grobami. Obecnie jest tutaj kaplica pw. św. Michała. W 1991 r. konfederatów barskich upamiętniono wykonując po północnej stronie Przełęczy Sanguszki miejsce pamięci. Jest na nim duży żelazny krzyż i pamiątkowe głazy. Na jednym z nich zamontowano tablicę ku czci konfederatów.